# Repressor

Bovenaan is een repressor (2) gebonden aan de operator (4) zodat RNA-polymerase (1) niet de achterliggende genen kan aflezen. Onderaan is een inductor aanwezig die ervoor zorgt dat de repressor loslaat. Nu kan transcriptie wel plaatsvinden.

Een repressor is een DNA- of RNA-bindend eiwit dat de expressie van een of meer genen verhindert door te binden op de operator. Een regulatorgen codeert voor het repressormolecuul. Repressors die aan DNA binden blokkeren het aanhechten van RNA-polymerase aan de promotor, waardoor het aanmaken van messenger-RNA (mRNA) – de transcriptie van het gen – verhinderd wordt. Een RNA-bindende repressor bindt aan mRNA en verhindert zo de translatie. Het blokkeren van de expressie van genen heet repressie.
Repressormoleculen kunnen behalve met de operator ook een binding aangaan met een inductor. Wanneer een inductormolecuul aanwezig is, bindt deze aan de repressor. De repressor laat hierdoor los van het DNA of RNA waardoor de operator vrijkomt. Een polymerase-enzym kan nu langs de operator om de betreffende genen af te lezen. Dit is een belangrijk proces binnen de genexpressie.

## Corepressor
Repressors kunnen actief en inactief zijn. Een actieve repressor is gebonden aan de operator en blokkeert RNA-polymerase. Een repressor wordt inactief wanneer een inductor aan de repressor bindt. Er zijn ook repressors die juist actief worden wanneer er een molecuul bindt aan de repressor. Zo’n molecuul heet een corepressor. Pas na de binding van een corepressor kan een repressor binden aan de operator en RNA-polymerase blokkeren. De aanwezigheid van een corepressor onderdrukt dan de genexpressie.